# Шведська Фінляндія
Шведське правління в історії фінського народу охоплювало тривалий період з 1104 по 1809 роки. Шведську експансію спонукнуло бажання зайняти в даному регіоні сильну позицію для стримування політики Великого Новгорода, спрямованої на поступову інтеграцію фіно-угрів до складу новгородських земель. У цей період відбулася християнізація фінів, потім прийняття ними лютеранства і багатьох аспектів західно- і північно-європейської культури. Етнічні шведи активно заселяли малонаселені острівні і прибережні регіони Фінляндії, і збереглися там до сьогодні. Протягом усього даного періоду, і навіть в перші десятиліття російського правління, шведська мова продовжувала залишатися єдиною офіційною мовою країни, приходячи в занепад через більш швидке зростання сільського фінномовного населення, яке поступово мігрувало в шведськомовні міста. Шведський період в історії Фінляндії підійшов до кінця після приєднання країни до Російської імперії в 1809 році як автономне Велике князівство Фінляндське.

## Прихід католицизму
Заселення Аландських островів вікінгами з території сучасної Швеції почалося близько 500 року. До 800 року перші стоянки вікінгів з'явилися і в континентальній Фінляндії. До XII століття в Швеції зміцнилася королівська влада, що сприяло посиленню її впливу на Фінляндію, або Естерландію (швед. Österlanden — «Східні землі»), як тоді називали її шведи. Тоді ж, через суперництво між папою і Священною Римською імперією, за велінням папи були засновані нові архієпископства — в Лунді (1104) і Уппсалі (1164). Це було зроблено для того, щоб, використовуючи політичний вакуум, зайняти сильнішу позицію проти політики Великого Новгорода. А також для того, щоб усунути архієпископа Бременського, який відрізнявся надмірною вірністю імператорові. Все це сприяло місіонерській діяльності в більш організованій формі, ніж раніше. У середньовічних джерелах згадуються три Хрестових походи до Фінляндії, які історики датують 1157, 1249—1250 і 1293—1300 роками.

## Північні хрестові походи

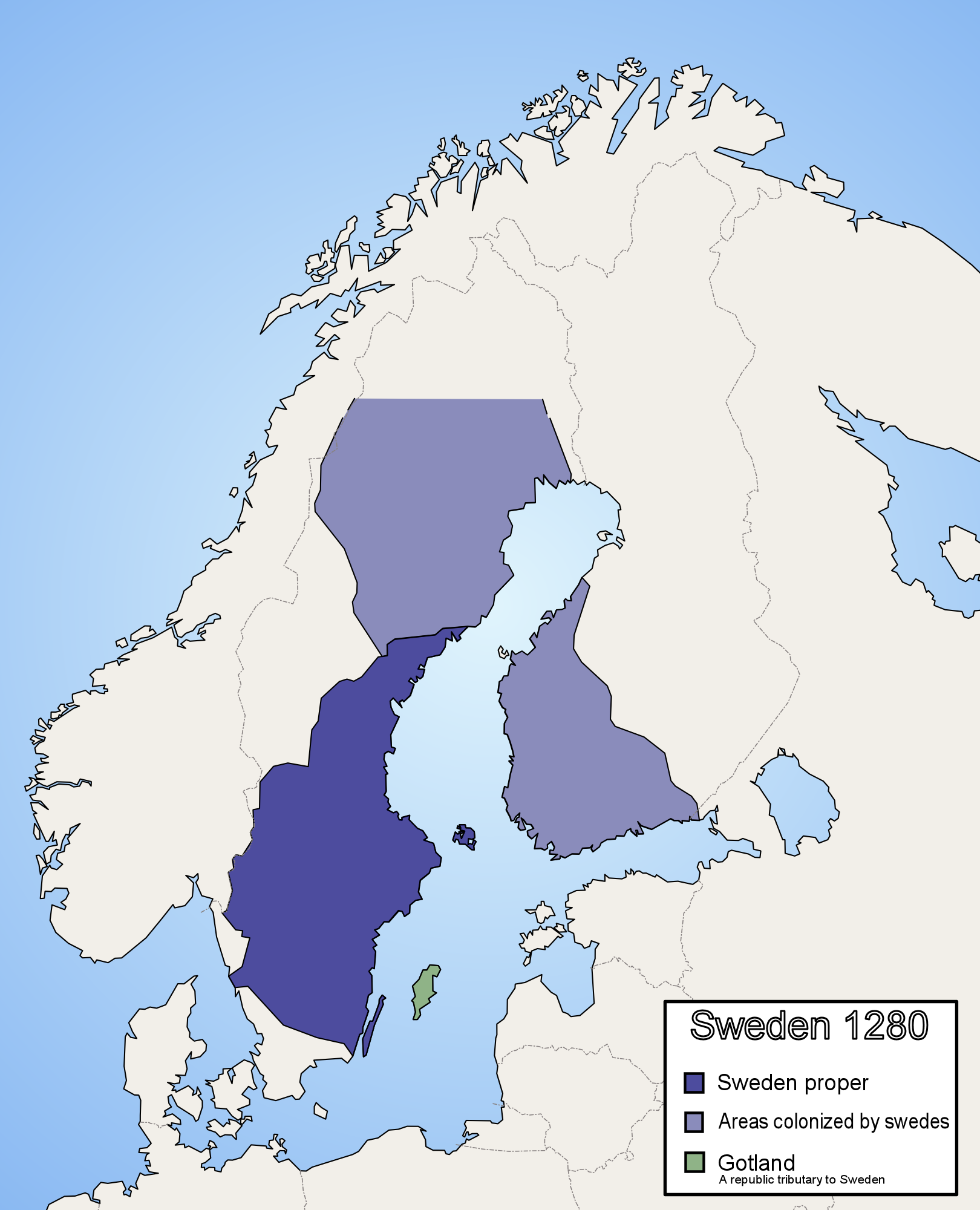
Швеція і колонізовані нею території 1280 року

Перший шведський хрестовий похід очолив, відповідно до церковної традиції, британський монах Генріх Упсальський. Під захистом короля Еріка IX він здійснив місіонерський похід в південно-західну Фінляндію, який став відомий нащадкам завдяки подальшій канонізації Генріха і оголошення його покровителем Або (Турку), так як, за переказами, монах за життя творив добро і чудеса.

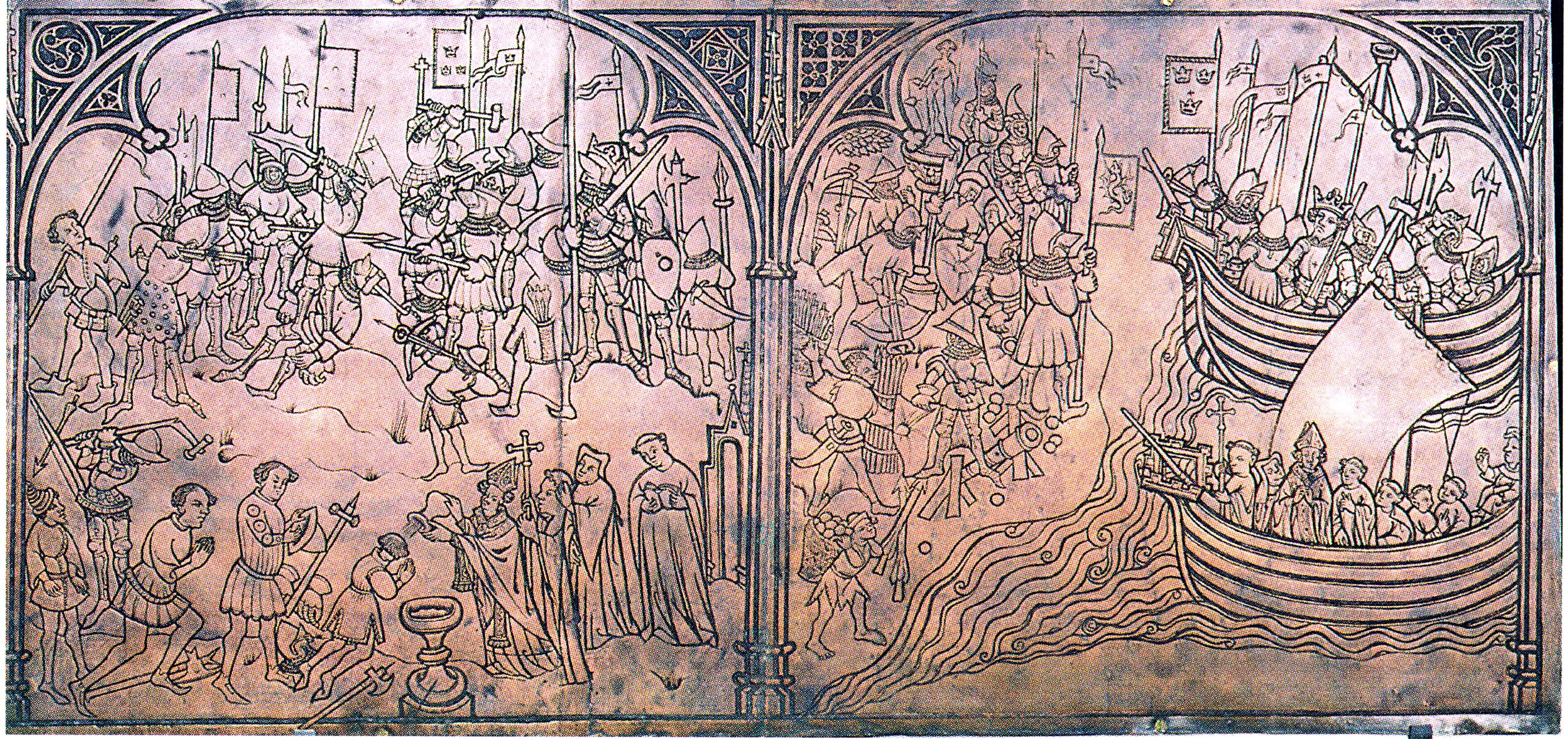
Зображення походу Еріка Святого і Генріха Упсальского на порожньому саркофазі єпископа (зберігається в церкві Ноусіайнена)

Близько 1220 року шведи заснували єпископську кафедру в Фінляндії. Першим єпископом був британський священник Фома. При ньому шведи, ймовірно, в союзі з мечоносцями, спорядили військо під проводом ярла (першого сановника) Біргера (за іншими відомостями — Ульфа Фасси) для ослаблення впливу Новгорода, але зазнали невдачі в битві з військом князя Олександра Невського на притоці річки Неви Іжорі, в 1240 році. Згодом на місці битви був встановлений пам'ятний камінь (який існує і сьогодні), а князь, що взяв у битві особисту участь, отримав додаток до імені — «Невський».
Ярл Біргер підкорив у 1249 році землю ям-тавастів (Тавастландію) і заснував замок Тавастгус.

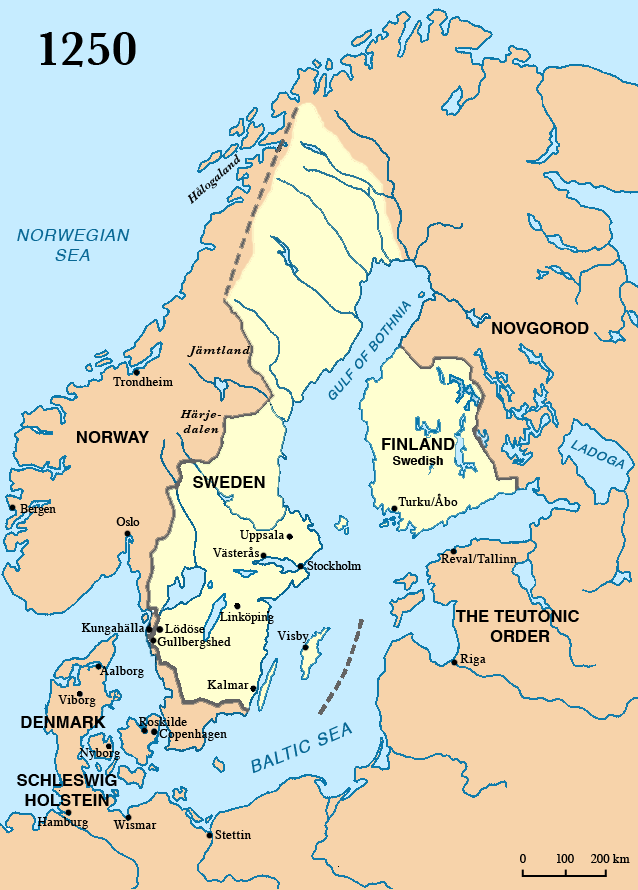
Кордони умовні, скоріше, відображаючи підкорені шведами території

Вирішальні битви за оволодіння східним узбережжям Фінської затоки і внутрішніми частинами країни проходили наприкінці XIII і на початку XIV століття. Маршал Торгільс Кнутссон під час третього хрестового походу в 1293 році здійснив похід на новгородців, завоювавши південно-західну Карелію і заснувавши там Виборзький замок, а в 1300 році шведи звели фортецю Ландскруна на березі річки Неви, яка через рік була взята новгородцями на чолі з сином Олександра Невського князем Андрієм Городецьким, після чого фортеця була зруйнована.

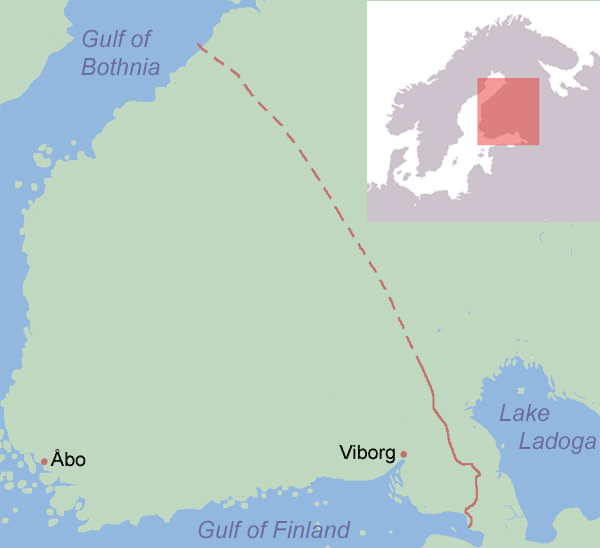
Кордон між Швецією і Великим Новгородом по Орєховському миру 1323 року

Військові дії між шведами і новгородцями тривали майже безперервно до 1323 року, коли шведський король Магнус Еріксон за сприяння Ганзи уклав з новгородським князем Юрієм Даниловичем Орєховський мир (на острові Орєховий (в гирлі річки Неви). Цим договором була встановлена східна межа шведських володінь.
Це був не тільки політичний кордон, а й межа, яка в подальшому розділила дві релігії і дві культури. Фінляндія і її жителі в основному були пов'язані зі шведською державою і католицькою церквою. Населені пункти Раума, Порво, Пори та Наанталі стали першими, які отримали разом з Турку і Виборгом міські права.

## Землі Бу Йонссона
Внаслідок віддаленості країни, слабкості шведського уряду і хаотичного стану управління в епоху, що передувала укладенню Кальмарской унії (1397) і прямувала за нею, шведські вельможі, які володіли ленами в Фінляндії, управляли своїми землями майже незалежно. Протягом більшої частини XIV і XV століть в Швеції мали місце затяжні міжусобиці через престолонаслідування. Влада короля була слабка, у дворянства ж були дуже міцні позиції.
1362 року фіни отримали здавна притаманне корінним шведам право брати участь у виборі короля; таким чином із завойованої області країна стала повноправною частиною шведської держави на правах провінції (підкорені згодом Прибалтійські провінції цим правом не користувалися).
У 1363 році король Магнус Еріксон був скинутий із престолу дворянством, посиленню влади якого чимало сприяли злощасні «братні чвари» (як, наприклад, між королем Біргером і його братами). На місце скинутого короля дворяни обрали Альбрехта Мекленбурзького (1364—1389), щоб правити від його імені на власний розсуд. Час правління Альбрехта збігається з періодом найбільшого занепаду королівської влади в Швеції і найбільшої могутності дворянства.

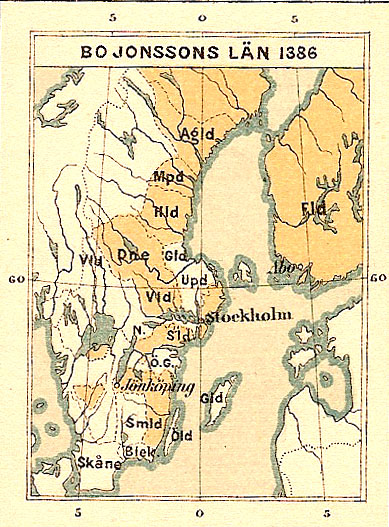
Землі Бу Йонссона (Грипа), куди входить і Фінляндія. Карта 1368 року

Однією з найвпливовіших фігур того часу був Бу Йонссон найбільший в Швеції землевласник, який сприяв сходженню на трон Альбрехта Мекленбурзького на виборах короля в 1364 році. Незабаром Бу Йонссон отримав посаду дротса, тобто вищого канцлера королівства. З самого початку король залежав від економічної підтримки Бу Йонссона, завдяки чому останній зумів потроху викупити велику частину королівських маєтків і зробитися фактичним правителем.

## Епоха Кальмарскої унії
З цього об'єднання починається остання епоха середньовічної історії Швеції, так звана епоха Кальмарської унії (1397—1523).
Маргарита I Данська, яка уклала Кальмарську унію, була визнана у Фінляндії королевою в 1398 році, тобто на 9 років пізніше, ніж у Швеції. ЇЇ спадкоємець Ерік Померанський (1412—1439) зумів тимчасово підняти значення королівської влади; він упорядкував судочинство в Фінляндії, розділивши країну на два судових округи: південний і північний.
У Фінляндії Ерік користувався любов'ю народу, але в Швеції його не любили за те, що він роздавав найважливіші посади данцям і німцям, утискаючи шведів. Це викликало повстання далекарлійців. У Швеції настав період анархії, що ознаменувався боротьбою прихильників Данії, або уніоністів (духовенство і вище дворянство), з патріотичною партією (нижче дворянство і селянство). Боротьба відобразилася і у Фінляндії. На чолі патріотичної партії стояли Енгельбрехтсон, потім Карл Кнутсон, фінляндець за походженням, який три рази обирався регентом держави, а після його смерті (1470) — рід Стуре.
Під час регентства Стіна Стуре старшого спалахнула війна з Московською державою (1495—1497). Росіяни обложили Виборг, де замкнувся воєвода Кнут Поссе, але не змогли взяти місто і спустошили Саволакс і Тавастландію. Стуре, зайнятий боротьбою зі своїми противниками, не міг допомогти фінляндському війську; війна скінчилася перемир'ям в Новгороді. Коли Густав Ваза повстав проти Кристіана II, данці трималися в Фінляндії довше, ніж в Швеції, внаслідок чого визвольна війна затягнулася тут на кілька місяців.
З часу Орєховського миру (1323) країна розділялася на наступні провінції: Аланда, власне Фінляндія, Сатакунта, Нюланд, Тавастландія і Західна Карелія. Найважливішими замками, котрі служили резиденцією шведських вельмож, були Абоський замок (вперше згадується в 1198 році), Виборзький замок і фортеця в Тавастгусі (Кронобурзі). Замки служили резиденціями шведських вельмож, що володіли в Фінляндії великими ленами, які, однак, не були спадковими.
В руках шведів знаходилися усі вищі адміністративні і судові посади. Тому на низькі посади почали призначати місцевих дворян. До 1435 року лише дворяни могли право посилати депутаті на риксдаги, які називалися «вельможними днями» (швед. herredagorna). Мовою адміністрації була шведська, але населення продовжувало говорити фінською. Шведські настрої поширювалися із замків, але повільно. До кінця середніх віків фіни мало прониклися шведською культурою, в значній степені зберігши древні традиції, включаючи й деякі язичницькі звичаї. Духовенство мало більш значний вплив ніж світська влада. В її руках скопилися значні багатства. Найвідомішими єпископами були Геммінг (1338—1366), Беро Бальк (1385—1412), Магнус Таваст (1412—1450). Незважаючи на їх ревнощі, християнство до кінця періоду не встигло пустити глибокого коріння. Введення протестантства при Густаві Вазі і його наступниках не зустріло жодного опору. Торговля знаходилася в руках Ганзи. Міста були влаштовані по германському зразку.
У XVI столітті в Фінляндію проникла Реформація. Єпископ Турку Мікаель Агрікола (1510—1557) переклав на фінську мову Новий Завіт. Повністю Біблія була перекладена в 1642 році. Після цього почався швидкий розвиток національної фінської культури.

## Правління Густава Вази (1523—1560)

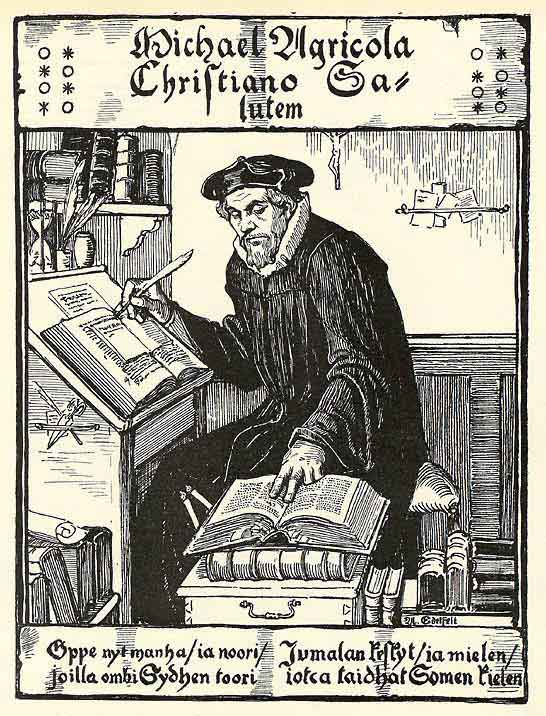
Мікаель Агрікола — творець фінського алфавіту

Одним з перших і найбільш ревних поборників протестантства у Фінляндії був Мікаель Агрікола (1510—1557), син фінського рибалки, згодом став Абоським єпископом. Він створив фінський алфавіт, переклав на фінську мову спочатку молитовник, а пізніше Новий Завіт (1548). У передмові до молитовника виражалася впевненість, що «Бог, що читає в серцях людей, зрозуміє, звичайно, також молитву фіна». Цим Агрікола поклав початок фінської писемності.

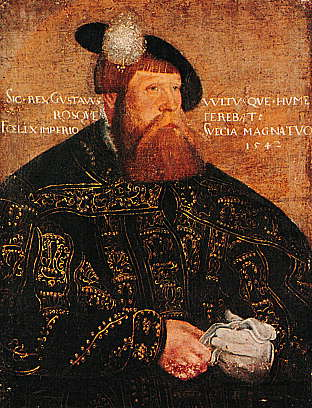
Густав Ваза

При Густаві Вазі почалася колонізація північних незаселених земель, а також централізація в економіці, яка полягає в тому, що оподаткування та фінансове управління, раніше засновані на системі феодальних прав, тепер стали входити в сферу прямого управління централізованої держави. Фінансові труднощі королівської влади, що призвели до майже повної конфіскації церковного майна, послужили причиною проголошення в 1542 році незаселених земель Фінляндії королівською власністю. Це підготувало ґрунт для великої територіальної експансії, особливо в Саволаксі, де поселення поширювалися на сотні кілометрів на північ і північно-західний напрямки і стали приносити доходи у вигляді податків.
З метою конкуренції Таллінну (Ревелю) був заснований Гельсінгфорс (1550). Війна з Росією (1555—1557) закінчилася Новгородським миром, що не змінив кордонів держави.
Густав Ваза зміцнив королівську владу, але поряд з цим також підняв значення дворянства. Відбираючи землі у духовенства, він роздавав їх дворянам. При його синах і онуках значення дворянства ще більш посилилося і досягло кульмінаційного пункту під час боротьби Сигізмунда з герцогом (згодом королем) Карлом.
До цієї епохи відносяться перші серйозні прояви сепаратизму фінляндських вельмож. Будучи справою владолюбства окремих осіб, спроби відокремлення Фінляндії не користувалися співчуттям народу: він залишався вірним законній владі, бачачи в ній захист проти аристократів. Розуміючи, що важко керувати Фінляндією зі Стокгольма, Густав Ваза в 1556 році наділив свого сина Югана титулом герцога Фінляндії. Це дало Югану можливість вести незалежну політику. Густав Ваза помер в 1560 році.

## Після Густава Вази (1560—1617)

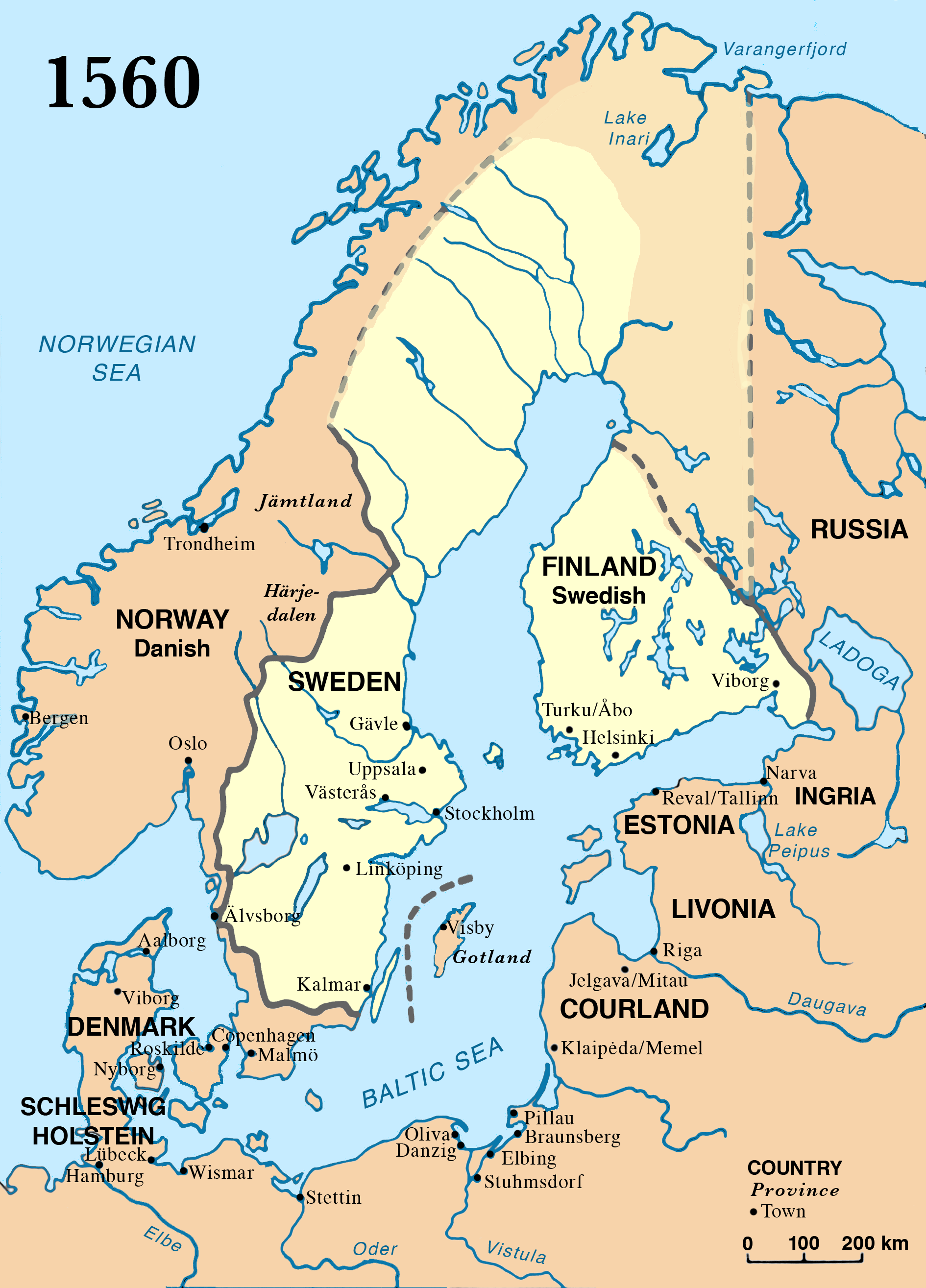
Кордони Швеції в 1560 році

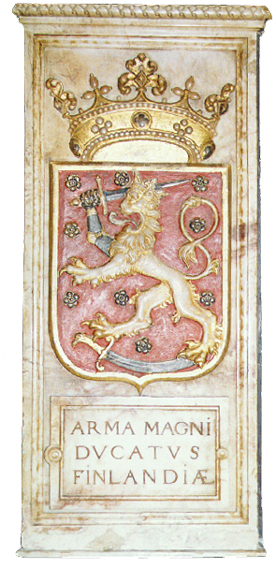
Герб Фінляндії на могилі Густава Вази

Після смерті Густава Васи почалася міжусобна війна між його синами — Еріком, Юганом і Карлом. Герцог Юган задумав відокремитися від Швеції і зробитися самостійним правителем. Він вступив в боротьбу зі своїм братом Еріком XIV, який став королем (1560—1568), але був переможений і відвезений полоненим в Стокгольм. У 1568 році Ерік XIV був повалений з престолу Юганом і іншим братом, Карлом, і поміщений під варту, втративши «всі королівські права на Швецію».
У 1568 році королем Швеції став Юган III (1568—1592). Він щедро винагородив дворян за надану йому підтримку, звільнивши їх від обов'язкової військової служби, але зберігши пов'язану з цією повинністю свободу від сплати поземельних податей.
3 серпня 1577 року Юган III підписав указ про введення титулу Великого князя Фінляндського, присвоївши Фінляндії статус Великого князівства і давши їй герб з левом.
Під кінець Лівонської війни Швеція вирішила виступити проти Росії. На початку 1579 року була спустошена округа фортеці Орєшек. Роком пізніше (1580) король Швеції Юган III, автор «великої східної програми», покликаної відрізати Росію від Балтійського і Білого морів, схвалив план Понтуса Делагарді дійти до Новгорода і при цьому напасти на Орєшек або Нарву. На початку 1580-х під командуванням Понтуса Делагарді шведи захопили всю Естляндію і частину Інгерманляндії (Іжорії), яку, однак, їм довелося залишити. У листопаді 1580 шведи взяли Корелу, а в 1581 році зайняли Ругодів (Нарву). Таким чином, шведи заволоділи Нарвою, однак своїх цілей не домоглися, тому що товарні потоки були спрямовані через Північну Двіну і гавані, які контролювалися Польщею.
З 1581 року при Югані III Фінляндія отримала статус Великого князівства в складі шведського королівства, а титул Великого князя Фінляндії був включений в повний титул короля Швеції.
Після смерті Югана почалася міжусобна війна. Прихильники герцога Карла Седерманландського (майбутнього короля Швеції Карла IX) були захисниками монархічних традицій, протестантизму, державної єдності. На стороні Сигізмунда III (короля польського і великого князя литовського, а з 1594 року — короля шведського), стояли бунтівні вельможі, які не могли забути часів Кальмарской унії і цінували в Сигізмунді тільки те, що він був далеко. Наймогутнішим з цих вельмож був штатгальтер Фінляндії Клас Флемінг. Фінляндія під його управлінням фактично відокремилася.
Дворяни гнобили народ, що викликало в північно-західній Фінляндії (Естерботнії, нині — Пог'янмаа) повстання селян. Обурені утисками і, головним чином, військовим постоєм, особливо обтяжливим під час шведсько-російської війни (що закінчилася Тявзинським миром в 1595 році), естерботнійці взялися за зброю. Існує думка, що вони зверталися зі скаргою до герцога Карла, але отримали від нього пораду розправитися з гнобителями власними силами. Цей епізод з історії фінського селянства відомий під назвою «Дубинна війна» (1596—1597). Флемінг жорстоко придушив повстання, його керівники на чолі з Яакко Ілккою були страчені, сам же Флемінг став могутніше, ніж будь-коли раніше, проте незабаром несподівано помер.
Його справу продовжував в Фінляндії Арвід Стольарм, який два роки боровся з Карлом. У 1599 році герцогу вдалося, нарешті, упокорити непокірних. Могутність фінляндського дворянства було зламане; воно поступово злилося зі шведським дворянством. При Карлі IX (1599—1611) і особливо при Густаві-Адольфі II (1611—1632) центральна влада посилилася, були введені удосконалення в адміністрації; податки приведені до деякої єдності, але не зменшилися, а зросли, так як безперервні війни спустошували державну скарбницю. Густав-Адольф видав в 1617 році сеймовий статут, за яким риксдаг був розділений на чотири гілки. У 1616 році земські чини Фінляндії зібралися на місцевий сейм в Гельсінгфорсі, під головуванням короля.

## Великодержавнийчас (1617—1721)

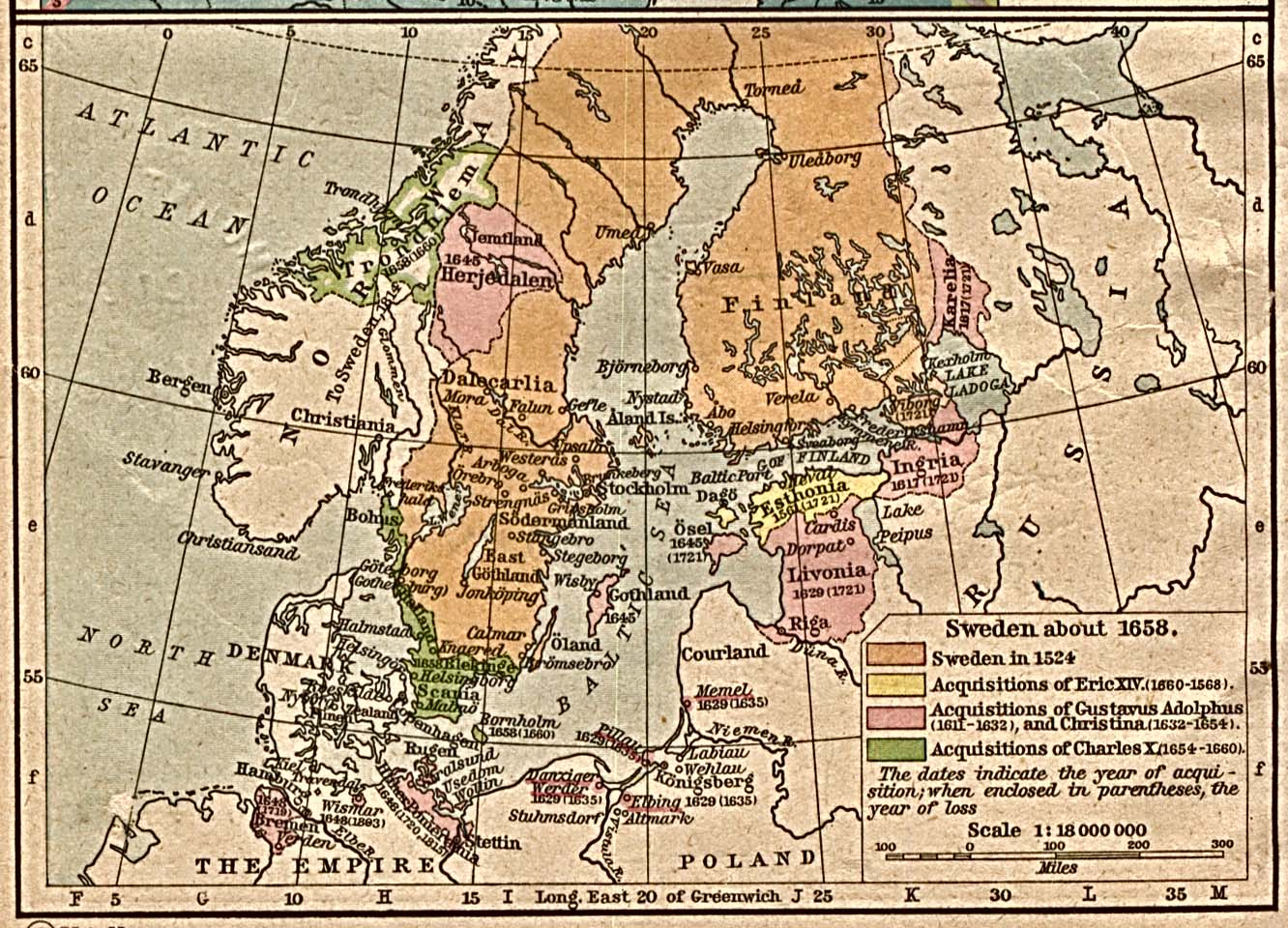
Королівство Швеція в 1658 році

У ці роки за часів Густава II Адольфа, ще за життя названого «Королем-героєм» або «Левом Європи» Швеція досягла вершини своєї могутності. У його війську, яке налічувало 36000 чоловік, служило багато фінів.
Із зовнішніх подій того часу особливо важливе значення для Фінляндії мав Столбовський мирний договір (1617), за яким Росія поступилася Швеції велику область — Корельський повіт (Кексгольмський лен).
Православне і русифіковане карельське населення цієї місцевості неохоче мирилося зі своїм новим становищем. Коли російські війська за царя Олексія Михайловича в 1656 році вторглися в Карелію, населення приєдналося до них. Боячись помсти шведів, православні корели після відступу російських військ майже поголовно переселилися в Росію. Їх місце зайняли переселенці з внутрішніх частин Фінляндії.
У Тридцятилітній війні фінські війська відігравали значну роль. Податки і рекрутські набори виснажили сили країни. До цього приєднувалися зловживання чиновників, які досить безцеремонно господарювали в країні. Невпинні скарги населення спонукали уряд (під час регентства з нагоди малолітства королеви Христини) призначити до Фінляндії генерал-губернатора, Пера Браге (1637—1640 і 1648—1650). Це був один з кращих сановників того часу. Він багато зробив для підняття економічного добробуту країни і для поширення освіти; головним його справою було заснування університету в Або (1640), згодом перенесеного в Гельсінгфорс.

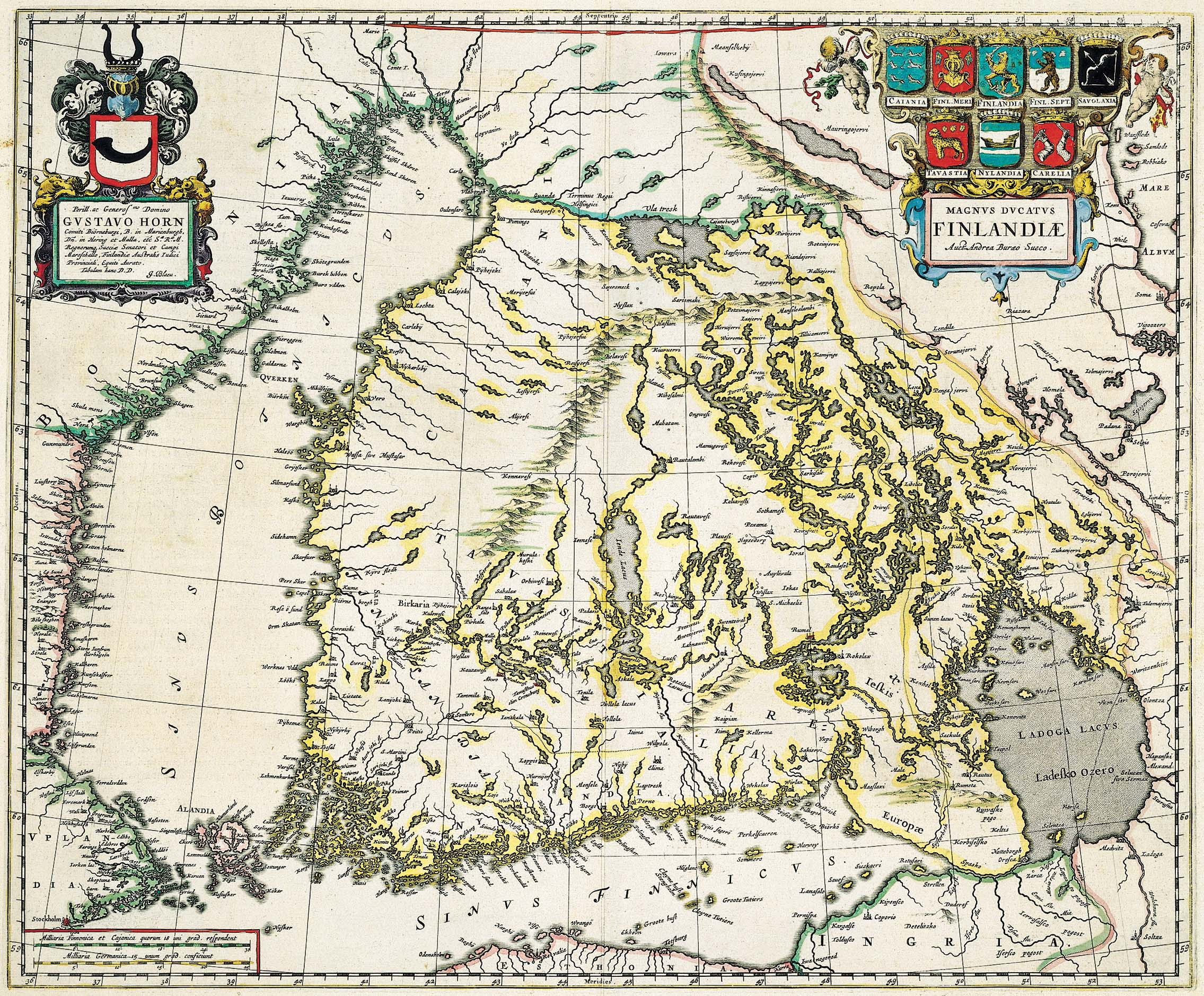
Велике князівство Фінляндське, 1662 рік

Король Карл ΧΙ (1660—1697), користуючись підтримкою селян, городян і духовенства, провів так звану редукцію. Наступники Густава Адольфа, маючи потребу в грошах, роздали великі простори казенних земель дворянам, здебільшого у вигляді довічної або спадкової оренди, частиною на правах повної власності. В силу редукційних актів все землі першого роду і велика частина друге відійшли в казну. Редукція мала величезне соціальне значення для Фінляндії, попередивши виникнення поземельного дворянства. При Карлі XI відбулася реорганізація армії на підставі поселенної системи, що збереглася в головних рисах до XIX століття. Час Карла XI було пануванням ортодоксального протестантизму. Переслідуючи, нерідко вельми суворо, єретиків, церква вдавалася, однак, і до освітніх заходів. Особливо пам'ятна діяльність в цьому напрямку єпископів Терзеруса (1658—1664), Гезеліуса Старшого (1664—1690) і Гезеліуса Молодшого (1690—1718). З цього часу серед фінського населення почала поширюватися церковна грамотність, що не йшла, втім, далі уміння читати. У 1686 році видано церковний статут, скасований в Фінляндії тільки в 1869 році. В кінці царювання Карла XI Фінляндію охопив страшний голод, який винищив майже четверту частину населення.

## Північна війна

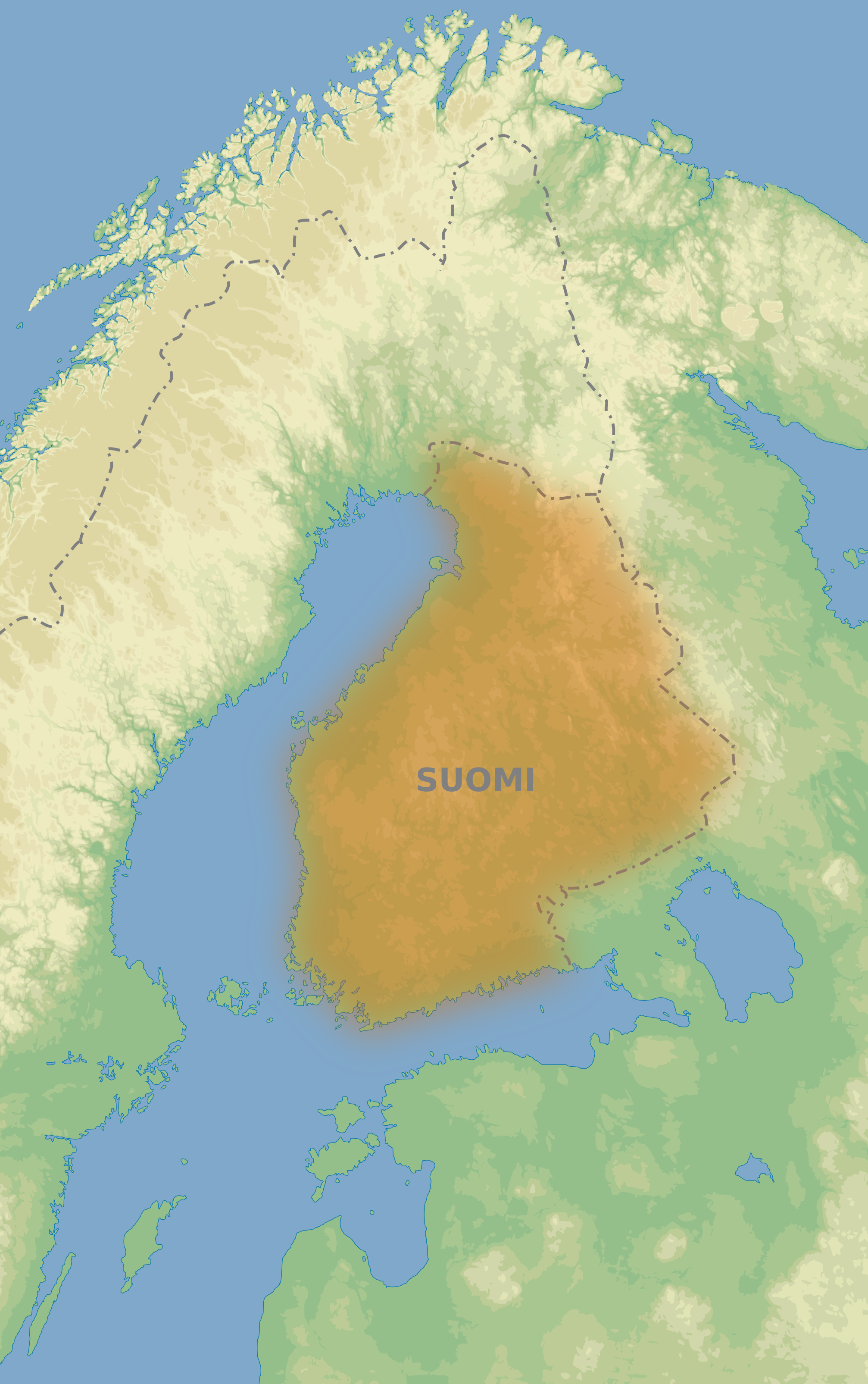
Територія Фінляндії в складі Швеції в XVII столітті до Фінської війни

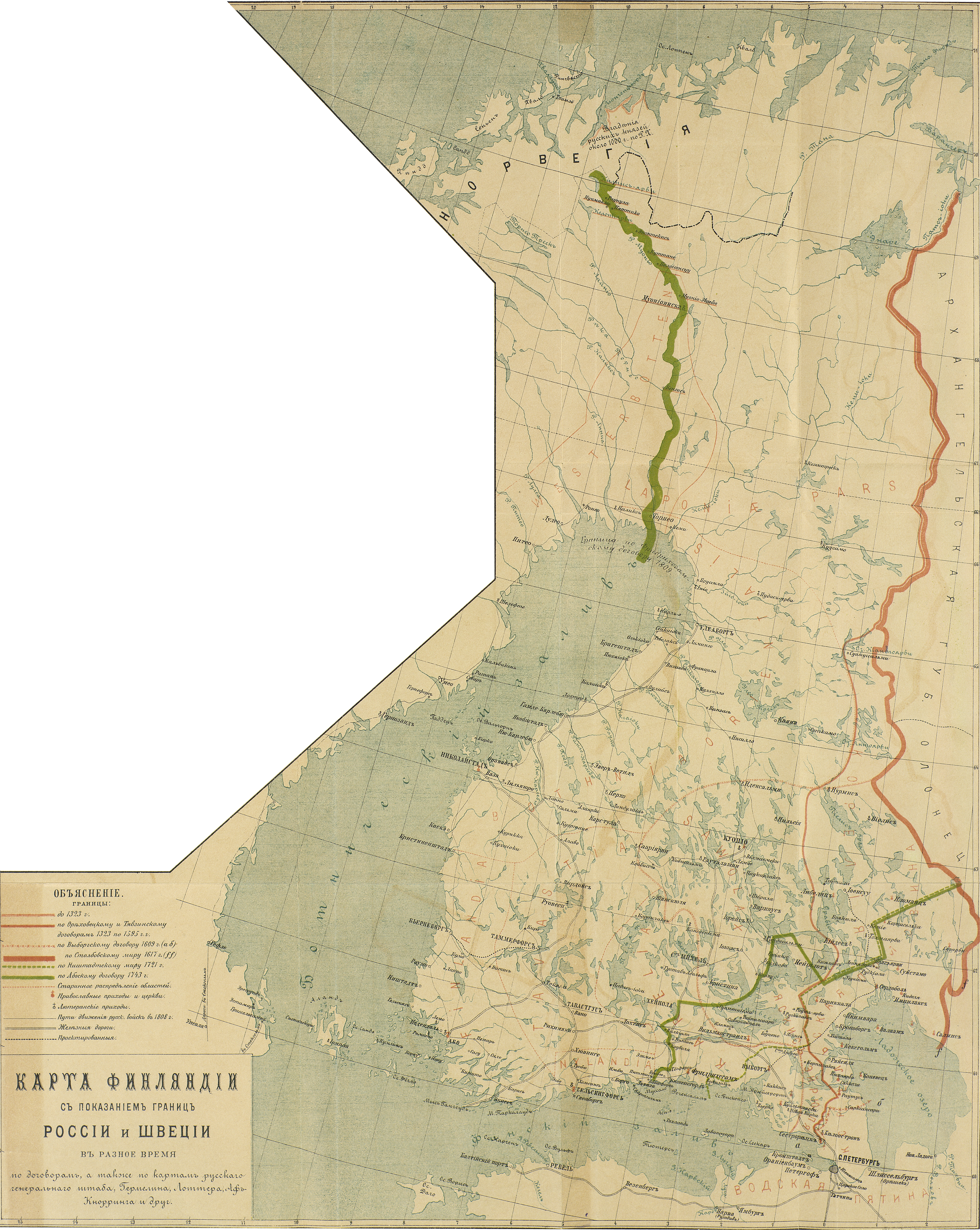
Карта Фінляндії із зазначенням кордонів Росії і Швеції в різний час за договорами, а також за картками генерального штабу, Гермелін, Лоттера, Аф-Кноррінга і ін. Кесар Пилипович Ордін, «Підкорення Фінляндії. Досвід опису по невиданих джерелах». Том I. — СПб: Тип. І. Н. Скороходова, 1889

У 1697 році на шведський престол вступив 15-річний Карл XII, а вже через три роки, в 1700 році, Швеція була змушена вступити в війну з усіма сусідніми країнами — Данією, Саксонією, Польщею та Росією, які сподівалися на легку перемогу над шведами. Військові дії не зачіпали Фінляндію десять років війни. Але навесні 1710 росіяни почали кампанію на території Фінляндії, і до 1714 році вона була завойована. Період окупації в фінській історіографії з кінця XVIII століття став іменуватися «Велике Лихоліття». Вважається, що за ці роки з території Фінляндії було викрадено в Росію близько 8000 мирних жителів.
Російські війська перебували в Фінляндії до 1721 року, коли був укладений Ништадтський мир. Згідно з умовами мирного договору до Росії відійшли Лівонія, Естляндія, Інгерманландія і Карелія.

## Епоха правління станів (1719—1724)
У Швеції влада після смерті Карла XII перейшла в руки олігархії. Російський уряд, користуючись негараздами в управлінні, втручався у внутрішні справи Швеції, підтримував партію «шапок», відкрито купував голоси депутатів. «Шапки» бажали зберегти мирне відношення до Росії; їх противники, «капелюхи», мріяли про реванш і про відновлення в союзі з Францією зовнішньої могутності Швеції (див. історію Швеції). Фінські депутати риксдагу не складали окремої партії; деякі (переважно дворяни) тримали сторону «капелюхів», інші (духовенство і городяни) — сторону «шапок», але так як вони трималися єдиної позиції, їм вдалося провести кілька заходів, що мали на меті підняти добробут країни, розореної війною. З законодавчих актів того часу, загальних для Швеції і Фінляндії, особливо важливе значення мало прийняте риксдагом цивільне укладення 1734 року, яке з пізнішими доповненнями зберегло силу в Фінляндії до теперішнього часу. Розпочато було також регулювання поземельних відносин, закінчене при Густаві III, так зване «велике розмежування». Шведська мова і шведські звичаї остаточно утвердилися серед вищого класу фінляндського населення.
Під час шведсько-російської війни 1741—1743 рр. імператриця Єлизавета видала маніфест до жителів Фінляндії, в якому обіцяла утворити з Фінляндії самостійну державу під умовою добровільного підпорядкуванні Росії. Маніфест успіху не мав; війна тривала і скінчилася миром в Або. Російсько-фінська кордон відсунувся на захід до річки Кюмені.

## Епоха Густава III(1771—1792)

Шведська карта Фінляндії 1775 року зі поділом на лени

Густав III поклав край пануванню аристократичної олігархії. Він зробив два монархічних перевороти, змусивши риксдаг прийняти 17 серпня 1772 року нову форму правління, а 21 лютого 1789 року — Акт злуки і безпеки. У 1788 році Густав затіяв війну з Росією. Незадоволені фінські офіцери склали змову, яка названа за місцем дії Аньяльскою. Під приводом того, що король не мав права почати війну без згоди риксдагу, змовники вирішили вступити в переговори з ворогом. Ця змова мала династичний характер: її учасники не думали про відокремлення Фінляндії від Швеції, але цим скористалися сепаратисти. На чолі останніх стояли перейшовші на російську службу генерал Геран, Спренгтпортен, Клік і Егергорн. Останні два брали участь в Аньяльській змові. Егергорн, відправившись в Санкт-Петербург в якості депутата від змовників, представив Катерині II проект відділення Фінляндії, складений ним і його однодумцями. Катерина дала ухильну відповідь, оголосивши, що вступить в переговори тільки з легальними представниками фінського народу. Коли Егергорн повернувся в армію, настрій там вже змінилося. Король придушив змову. Егергорн і Клік бігли в Росію, були прийняті на російську службу і разом з Спренгтпортеном діяльно пропагували в Петербурзі ідею фінляндського сепаратизму. Війна скінчилася Верельським миром, без всяких територіальних змін.
На Тильзитському побаченні (1807) між Олександром I і Наполеоном доля Фінляндії була вирішена; в числі інших секретних умов Франція надавала Росії відібрати Фінляндію від Швеції. Приводом до шведсько-російської війні 1808—1809 послужила відмова шведського короля Густава IV Адольфа (1792—1809) примкнути до союзу Франції і Росії проти Англії. У лютому 1808 російські війська перейшли шведсько-російський кордон. Фінське військо, кероване шведськими генералами — Адлеркрейцом, Юганом Августом Сандельсом, фон Деббельном відступило перед натиском російських військ. У травні, після капітуляції Свеаборга, вся Південна і Середня Фінляндія перебувала в руках росіян.
Олександр I видав маніфест, в якому оголосив про свій намір назавжди приєднати Фінляндію до Росії; жителі були приведені до присяги. Північна фінська армія, підтримувана партизанськими партіями, здобула кілька перемог (при Револаксі, Лаппо), внаслідок чого росіяни повинні були відступити, але у вересні того ж року фінські війська були вщент розбиті при Оравайсі і відступили за річку Кемі. 17 вересня 1809 року укладено Фрідріхсгамнський мирний договір, за яким Швеція поступилася Росії Фінляндією і частиною провінції Вестерботтен до річки Торніо і Муоніо, а також Аландським архіпелагом.